# Пристис (рапърка)
Алесàндра Прèте (на италиански: Alessandra Prete; * 20 август 1996 в Локоротондо, Италия), известна с псевдонима си Прѝстис (Priestess, от англ. Жрица), е италианска рапърка.

## Биография
Пристис е родена и израства в южноиталианския регион Пулия. Започва да се изявява в различни клубове, предлагайки кавъри на джаз, блус и рок групи. Нейните влияния включват Риана, Ета Джеймс и Дейвид Боуи, чиято музика често изследва състоянието на съвременните жени чрез назоваване на песни на жени във всяка историческа ера на феминизма. Пристис обяснява псевдонима си с фамилното си име Prete (на итал. „свещеник“): „Още в училище ме наричаха Priest, значи жрица, защото знаеш, че когато отидеш на църква, правиш изповед пред свещеника, нали? И ти говориш със свещеника, защото искаш да говориш с Бога, нали? Тук в моя случай говоря аз, аз съм тази, който действам като събеседник между Бог (музиката) и човека (които са хората, които ме слушат)“.
През 2015 г. Пристис се среща с Омбра, продуцент и приятел на рапъра МедМен, което води до важни сътрудничества. Първите ѝ официални изяви са именно като гостенка в албума на рапъра Doppelganger от 2015 г., където се появява в песните му Devil May Cry и Non Esiste.
През 2017 г. подписва договор за звукозапис с Танта Роба – водещ независим лейбъл на италианската рап сцена. В рамките на няколко месеца тя се утвърждава като обещаващ изпълнител на urban сцената на Италия, с уникален и иновативен музикален проект, който съчетава хип-хоп и трап звуци с нейния певчески талант. През същата година публикува първите си авторски песни с лейбъла, предшествани от сингъла Maria Antonietta, който скоро става хит в Италия. Песните са събрани в първото ѝ EP Torno Domani, който се приема добре от слушатели и критика.
През 2018 г. Пристис се появява в два от най-важните рап албума, издадени в Италия: Back Home на Медмен и Davide на Джемитец – нейни колеги от лейбъла, с две парчета, в които демонстрира техническите си умения: интроспективната и меланхолична Extraterrestrials и Alaska.
Нейното свежо и съвременно звучене се забелязва и извън Италия от Матео – член на групата Chinese Man, който включва певицата в новия си проект Scaglia с участие в парчето Nile.
През годините тя получава вниманието на международната публика: през 2017 г. участва в Европейското турне на Танта Роба в основните европейски страни и е поканена като международна гостенка на Le Machine du Moulin Rouge в Париж. През 2018 г. пее в Брюксел за Деня на жената и на Фестивала Seanapse в Бретан. Тя също така открива концертите на канадския рапър Томи Дженезис в Торино и Бреша и единствената италианска среща на Pusha T през октомври в Милано.
В края на 2018 г. Пристис издава два неиздавани сингъла: Eva през септември и Fata Morgana през ноември, предшестващи първия ѝ албум Brava, чието издаване е насрочено за април 2019 г. В албума певицата посвещава заглавията на парчетата на Ева, Андромеда, Брижит Бардо, Бети Буп, Мона Лиза и други женски фигури, които по някакъв начин я докосват.
Пристис е обект на късометражния документален филм The 4th Wave („Четвъртата вълна“, във връзка с феминизма на четвъртата вълна: настоящия момент на феминизма, който се фокусира върху еманципацията на жените чрез използването на интернет и силна интерсекционалност), режисиран от Савана Лийф (бивша професионална волейболистка), който има премиера на Филмовия фестивал Трайбека през 2019 г. Философията на Савана е да показва силни емоции, да създава приобщаваща история, която нямат филтър. В късометражния филм и в биографията на Пристис всичко това се слива: сънливи сцени в малка кола с двете си най-добри приятели из снежната провинция; други дълбоко трогателни сцени, като този, в който тя възнамерява да обясни на баба си произхода на сценичното име и страстта си към рапа. Ясното небе се заменя с полумрака на бабиния апартамент, керамичните орнаменти и дантелените завеси. Старото и новото се сблъскват и след това се сливат, както Локоротондо и Америка, традицията и иновацията.
Модните усилия на Пристис включват кампанията Spirit Of на Foot Locker, където тя е един от тримата избрани изпълнители (по един от Обединеното кралство, Франция и Италия) и тя е в  ролята на „Духа на благодарността“.

## Дискография

### Албуми

#### Студийни албуми
- Brava (2019)

#### Миниалбуми
- Torno domani (Tanta Roba, Юновърсъл, 2017)
- Rendez-vous (Tanta Roba, Юнивърсъл, 2020)

### Сингли
- Amica pusher (2017)
- Maria Antonietta / Torno domani (2017)
- Cleopatra (2017)
- Maria Antonietta (Re-edit) (2018)
- Eva (2018)
- Fata Morgana (2018)
- Brigitte (2019)
- Chef (2019) с Madman
- Fata Morgana RMX (2020)
- Fuori ora (2021)

## Музикални видеоклипове
- 2017 – Torno domani
- 2017 – Maria Antonietta
- 2017 – Amica pusher
- 2019 – Fata Morgana
- 2019 – Brigitte
- 2020 – Le ragazze di Porta Venezia (Мис Кета ft. Елоди, Рошел, Пристис и Джоан Тиле)